# Great Doddington
Great Doddington – wieś w Anglii, w hrabstwie Northamptonshire, w dystrykcie (unitary authority) North Northamptonshire. Leży 13 km na wschód od miasta Northampton i 95 km na północny zachód od Londynu. Miejscowość liczy 1061 mieszkańców.